# Gelb-Weiß Görlitz
Gelb-Weiß Görlitz is een Duitse voetbalclub uit Görlitz, Opper-Lausitz. De volledige naam is Niederschlesischer Fußballverein Gelb-Weiß Görlitz 09, wat in het Nederlands betekent Neder-Silezische voetbalclub Geel-Wit Görlitz 09. Tot 1945 behoorde Görlitz tot Neder-Silezië, wat datzelfde jaar werd toegewezen aan Polen. Hierna behoorde de stad tot Saksen.

## Geschiedenis
De club werd in 1909 opgericht als Sportclub Wanderslust. In 1910 werd de naam veranderd in Fußballclub Union. In 1912 speelde de club in de Opper-Lausitzse competitie en werd daar laatste. Nadat in 1913 ook met een atletieksectie begonnen werd nam de club de naam Sportclub Union aan. Na het uitbreken van de Eerste Wereldoorlog werd er dat jaar geen competitie gespeeld. In de naburige Opper-Lausitzse competitie van de Midden-Duitse voetbalbond werd er wel een competitie georganiseerd in april 1915, waar de club zich voor inschreef. Echter waren er uiteindelijk slechts twee teams en Görlitz verloor beide wedstrijden van FK Budissa Bautzen. Hierna werden de activiteiten gestaakt. Op 5 februari 1919 werd de club heropgericht en na een fusie met VfR Görlitz werd de naam SVgg Gelb-Weiß Görlitz aangenomen. In 1919/20 speelde de club de finale om de titel, die ze verloren van Saganer SV. Nadat ze het volgende seizoen vicekampioen werden sloot de club zich aan bij de voetbalafdeling van turnclub ATV 1847 Görlitz.
Na twee seizoenen beliste de Duitse overheid dat voetbalafdelingen van turnclubs zelfstandig moesten worden waardoor de club na twee jaar onder de vleugels van ATV opnieuw zelfstandig werd. De club speelde op de Schenkendorffplatz, in het stadsdeel dat tegenwoordig tot Polen behoort.
Het duurde tot 1927/28 vooraleer de club kampioen werd en zich zo plaatste voor de Zuidoost-Duitse eindronde samen met nog zeven clubs. Gelb-Weiß verloor alle wedstrijden en werd afgetekend laatste.
In 1931 werd de club opnieuw kampioen. In de eindronde werden de clubs uit Opper-Lausitz in de zwakkere groep ingedeeld. Hier werd de club tweede achter VfB Liegnitz. Ook de volgende twee seizoenen werd de club kampioen, maar kon in de eindronde geen potten breken. In 1933 werd de competitie grondig geherstructureerd nadat de NSDAP aan de macht kwam. De Gauliga Schlesien werd ingevoerd als nieuwe hoogste klasse en verenigde de competities van de Zuidoost-Duitse bond. Uit Opper-Lausitz mocht slechts één club in de Gauliga aantreden en hoewel Gelb-Weiß de afgelopen drie jaar kampioen geworden was, viel de keuze toch op STC Görlitz, waardoor de club nu in de Bezirksliga Niederschlesien ging spelen.
De club eindigde steevast in de middenmoot. In 1941 werd de club voor het eerst groepswinnaar en verloor dan de titel finale van WSV Liegnitz. Door de opsplitsing van de Gauliga in twee Gauliga's mocht de club toch in de hoogste klasse aantreden, echter trok de club zich al snel terug.
Na de Tweede Wereldoorlog werden alle Duitse voetbalclubs ontbonden. Stadsrivaal STC Görlitz werd niet meer heropgericht, maar Gelb-Weiß wel onder de naam SG Görlitz-West. Nu de stad verdeeld was tussen Duitsland en Polen verhuisde de club naar het Duitse gedeelte. In 1948 werd de naam veranderd in SV Lowa en later nog in Motor Görlitz. In 1958 promoveerde de club naar de II. DDR-Liga, de derde klasse. In het eerste seizoen werd de promotie net gemist na een tweede plaats achter Motor Karl-Marx-Stadt. Na het seizoen 1962/63 werd de II. DDR-Liga ontbonden en vervangen door de regionale Bezirksliga's. Motor speelde in de Bezirksliga Dresden. In 1965 promoveerde de club naar de DDR-Liga, de tweede klasse, maar degradeerde na één seizoen weer. Ook in 1977 degradeerde de club na één seizoen uit de DDR-Liga.
Na de Duitse hereniging werd op 2 juli 1991 de naam NSV Gelb-Weiß Görlitz aangenomen. Van 1990 tot 2000 speelde de club in de Bezirksliga Dresden. Op 1 januari 1999 werd de voetbalclub zelfstand van de sportclub en ging verder onder de naam NFV Gelb-Weiß Görlitz. In 2000 promoveerde de club naar de Landesliga Sachsen. Tot 2008 was dit de vijfde hoogste klasse, maar door de invoering van de 3. Liga werd dit de zesde hoogste klasse. In 2017 degradeerde de club uit de Landesliga.

## Erelijst
Kampioen Opper-Lausitz
1928, 1931, 1932, 1933